# Río Bárcena
El río Bárcena o Canero es un curso de agua del norte de la península ibérica. Discurre por Asturias.

## Curso
El río nace en Cangas del Narcea y discurre hasta desembocar en el mar Cantábrico junto al cabo de Busto, cerca de Luarca. Aparece descrito en el cuarto volumen del Diccionario geográfico-estadístico-histórico de España y sus posesiones de Ultramar de Pascual Madoz con las siguientes palabras:

BARCENA ó CANERO: r. en la prov. de Oviedo, el cual tiene origen en el part. jud. de Cangas de Tineo de los manantiales y vertientes de Fanfaraon y de los montes de las Morteras en cuyo punto se le conoce con el nombre de la Fanosa, por llamarse asi uno de los pueblos que baña; lleva su curso desde de Espinazo de Cabra con direccion de O. á E. y entra formando lím. en las felig. de Carandi y Collada; á las 2 leg. de su nacimiento llega á Bustiello y Bárcela, y vuelve al N. dejando á la der. á Santiago de Troncedo, en cuyo térm. recibe las aguas procedentes del de la Obona, y continuando su marcha por el conc. de Valdés, se le unen por la márg. izq, las que recorren el terr. de Navelgas; sigue con direccion N., inclinándose al E. hasta llegar al l. del Pontiga de la felig. de Muñas, en donde encuentra al r. Mugazon ó Llorin que despues de fertilizar el valle de Muñas, se le agrega por la orilla der., y cruzando por el centro de la felig. de San Miguel de Trevias se le une el r. Mañesa que por esta felig. baja de O. á E.; desde aqui corre al NO. hasta el térm. y barca de Canero, marchando á desembocar en el Océano por junto al cabo de Busto á 1 1/2 leg. de Luarca. Estas aguas, de las cuales no se obtiene todo el beneficio que pudiera, dan impulso á varios molinos harineros y prod. buenas y abundantes truchas, anguilas, salmones y otros peces.
(Madoz, 1846, p. 8)